# 阿尔塔纳股份公司
阿尔塔纳（ALTANA）是一家德国化学公司，总部位于德国韦瑟尔（Wesel）。它创建于1977年，原是Varta集团的一个业务部门，在改制时独立出来。第一任首席执行官是赫伯特·匡特。
集团由四个事业部组成: 毕克（BYK，涂料助剂和仪器），爱卡（ECKART，金属效果颜料和金属印刷油墨），艾伦塔斯（ELANTAS，电气工业用绝缘材料）和阿塔卡（ACTEGA，包装行业用涂料和密封胶）。
集团在全世界有49家生产企业和50多个服务与研究和技术应用实验室。2014年，集团拥有6000多 名员工，实现营业额约20亿欧元。

## 历史
集团从1977年至2010年8月在法兰克福市德国证券交易所上市交易。从2002年至2007年也被批准在纽约证券交易所上市交易。
2006年12月19日，多数股东同意把医药业务部门出售给丹麦Nycomed集团。Nycomed的股东是由Nordic Capital和Credit Suisse为首的投资者财团。出售了总部设在德国康斯坦茨的医药部门后，阿尔塔纳失去了一根重要支柱。阿尔塔纳当时总共有约13,500名员工，而在医药部门就有9,000人，其营业额达到约三分之二的总营业额。事实上也是如此，2006年度报告的营业额下降了约60％，但在2007年回升了6％以上。
原医药部门的主要销售药物为Pantoprazol（泮托拉唑），其专利期至2009/2010年终止。虽然阿尔塔纳董事会对放弃医药部门的解释为新产品的审批延迟、研发费用增加以及美国和欧洲监管机构的高标准，但股东保护协会认为董事会前几年在医药部门投资太少，也没有及时研发后续产品来填补由于泮托拉唑专利到期而造成的可预见营业额下降。
医药部门的出售价格为46亿欧元。该出售收益全部分配给了股东，每股分得特别股息33欧元。有批评说，出售医药部门的最多获利者是最大股东。
2007年1月1日之前，集团分为两个部门：医药部门“阿尔塔纳医药股份公司”，其前身是Byk Gulden Lomberg化工厂，总部设在康斯坦茨，和特种化学品部门“阿尔塔纳化学股份公司”，总部设在韦瑟尔。把医药部门出售给丹麦Nycomed集团后，阿尔塔纳就只剩下特种化学品业务。这一重新组合也改变了集团标志，并在所有子公司处体现出来。
2008年11月6日，主要股东SKion公开宣布，以每股13欧元的价格收购所有剩余已发行股票，于是股价恢复到这一价格。据集团发言人说，已计划让集团退出在证券交易所上市。为此 ，SKion在2009年11月9日向剩余股东提出第二次收购建议，价格为每股14欧元。
2008年12月30日，德国证券交易所宣布，阿尔塔纳从2009年1月6日起非计划 性退出MDAX，这是因为SKion增加了资本份额，从而使自由流通的股票份额降低到百分之十以下。 2010年6月，SKion持有阿尔塔纳的95.04%的股份。
阿尔塔纳的股票主要在德国的法兰克福和斯图加特证券交易所以及Xetra进行交易，国外则在伦敦证券交易所和美国纳斯达克，现在的FINRA上市。
在SKion使用强制排除权完成对阿尔塔纳股票的全部收购后，它在2010年8月27日退出了股票交易市场。

## 产品
作为特种化学品制造商，阿尔塔纳向涂料生产厂家、涂料和塑料加工使用厂家、印刷和化妆品工业以及电气工业等提供各种具体解决方案以及与其配套的特殊产品。产品种类包括助剂、特种涂料和胶粘剂、特殊效果颜料、金属印刷油墨，密封和封装材料、浸渍剂以及检验和测量仪表等。